# Ommatothelxis grandis
Ommatothelxis grandis is een vlinder uit de familie Xyloryctidae. De wetenschappelijke naam van deze soort is voor het eerst geldig gepubliceerd in 1912 door Druce.
De soort komt voor in tropisch Afrika.